# Ina Schaeffler
Schaeffler România (denumită inițial "Ina Schaeffler Brașov") este o companie producătoare de rulmenți și componente auto, parte din Schaeffler Group cu sediul în Germania.
Grupul Schaeffler este un furnizor integrat de componente pentru automobile și industrie. Cu un număr total de 90.500 de angajați și peste 170 de locații în întreaga lume, grupul Schaeffler este unul dintre cei mai importanți furnizori de subansambluri auto pe plan mondial.
Concernul reunește trei mărci: LuK, producător de cuplaje și componente pentru autovehicule, INA, care dezvoltă și livrează elemente de precizie pentru industria constructoare de automobile, și FAG, producător internațional în industria rulmenților [8].

## Schaeffler România în Cristian, România
Schaeffler România este una dintre cele mai mari investiții în capacități de producție ale Grupului și produce în Brașov componente pentru industria automobilistică și constructoare de mașini și pentru industria eoliană. Înființată în anul 2002, Schaeffler Romania prevedea realizarea unei fabrici cu 3 hale de producție cu o suprafață totală de 55.000 mp. Astăzi, după o investiție ce depășește 500 milioane euro, fabrica ocupă o suprafață de 42,5 hectare, din care aproximativ 100.000 de metri pătrați construiți și își desfășoară activitatea în 6 hale de producție la locația de la Cristian, de unde își desfășoară producția din 8 octombrie 2004 – ziua oficială a Schaeffler România.
Înregistrată inițial sub numele de INA Schaeffler Brașov ca filială a Grupului Schaeffler, întreprinderea a fost redenumită în anul 2006 primind numele de Schaeffler România. 
Schaeffler România produce componente de tehnică liniară pentru industria de mașini-unelte, componente pentru industria de autovehicule și rulmenți de mari dimensiuni pentru diferite aplicații industriale. Atât gama produselor cât și divizia de inginerie sunt în continuă dezvoltare, Schaeffler inaugurând propriul Centru de Inginerie în 2012, iar în 2019 și un Centru de Testare și Validare. Compania are o prezență activă în mediul universitar și preuniversitar, precum și acțiuni și proiecte de implicare socială conform tradiției companiei de familie.  
În iunie 2019 Schaeffler România a înregistrat 5000 de angajați activi. [7]
Număr de angajați:
- 2019: 5000 [7]
- 2016: 4000 [4]
- 2013: 3.650 [3]
- 2009: 3.000[5]

Cifra de afaceri:
- 2019: 475 milioane euro [8]
- 2013: 367 milioane euro [3]
- 2010: 307 milioane euro [6]
- 2008: 274 milioane euro [5]
- 2005: 40 milioane euro [7]